# St. Elisabeth (Arnhofen)

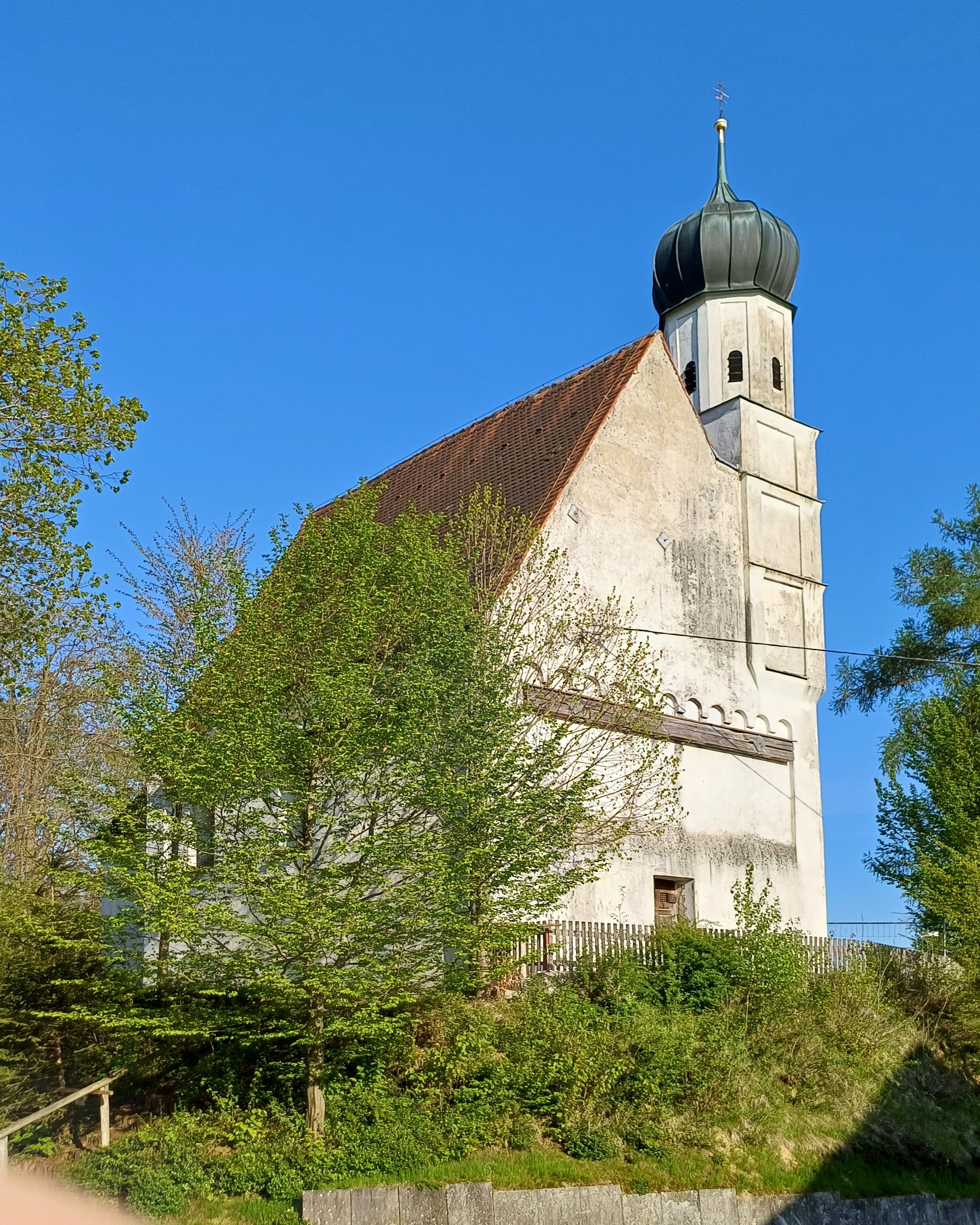
St. Elisabeth in Arnhofen

Die römisch-katholische Filialkirche St. Elisabeth steht Arnhofen, einem Gemeindeteil von Aindling im schwäbischen Landkreis Aichach-Friedberg in Bayern. Das Bauwerk ist in der Liste der Baudenkmäler in Aindling unter der Nr. D-7-71-114-4 eingetragen. Die Filialkirche gehört zum Bistum Augsburg.

## Beschreibung
Die spätromanische Saalkirche aus dem 13. Jahrhundert wurde im 18. Jahrhundert verändert. Sie besteht aus einem Langhaus, einem eingezogenen, niedrigen Chor im Osten und einem Kirchturm auf quadratischem Grundriss, der an der Südwestecke des Langhauses eingestellt ist. Der Kirchturm wurde mit einem achteckigen Geschoss aufgestockt, das den Glockenstuhl beherbergt, und mit einer Zwiebelhaube bedeckt. Der Innenraum des Langhauses ist mit einer Flachdecke überspannt. Zur Kirchenausstattung gehört ein um 1770 gebauter Hochaltar, der von Säulen flankiert wird. Das Altarretabel mit der Darstellung der heiligen Elisabeth wurde erst 1838 ergänzt. Ihre Statue stammt vom Ende des 15. Jahrhunderts.